# Trýzel vonný
Trýzel vonný (Erysimum odoratum) je středně velká, žlutě kvetoucí bylina, jejíž květy v podvečer příjemně voní. Je to druh z rodu trýzel a nejčastěji roste na málo úrodných místech.

## Výskyt
Převážně evropský druh vyskytující se od Španělska na západě přes střední Evropu po Ukrajinu a jižní Rusko na východě. Rozšířil se i do západní Sibiře, Číny a Severní Ameriky. V České republice roste v Čechách i na Moravě nejvýše v kolinním stupni a především v sušších a teplejších oblastech.
Upřednostňuje kamenité stráně, křovinaté svahy, světlé okraje lesů, neobdělávané úhory, suché trávníky a okraje cest s výhřevnými zásaditými půdami z nezpevněného erodovaného materiálu s malým obsahem humusu.

## Popis
Dvouletá rostlina dorůstající podle místních podmínek do výše 30 až 90 cm. Její lodyha je slabě čtyřhranná, rýhovaná a někdy nafialovělá a od báze je porostlá převážně vidlicovitými chlupy, jejichž hustota se směrem vzhůru zmenšuje. Prvým rokem vyrostlá přízemní listová růžice má řapíkaté listy s oddáleně zubatou nebo peřenoklanou, 2 až 4 cm dlouhou čepelí hnědozeleně až modrozeleně zabarvenou. Spodní listy lodyhy (která vyrůstá až druhým rokem) jsou řapíkaté, 2 až 7 cm dlouhé, obkopinaté až obvejčité a po obvodě oddáleně zubaté. Listy v horní části lodyhy jsou přisedlé, 2 až 6 cm dlouhé a světlejší než ostatní. Všechny listy jsou oboustranně chlupaté.
Čtyřčetné oboupohlavné květy na čtyřhranných stopkách jsou sestaveny do hroznovitého květenství, které má pouze v dolní části úzce elipsovité listeny. Světlezelené kališní lístky jsou 7 až 12 mm dlouhé, na vnější straně chlupaté a na vrcholu mívají karmínový nádech. Korunní lístky, světle až sytě citrónově žlutě zbarvené, jsou 12 až 18 mm dlouhé, 4 až 6,5 mm široké a na vrcholu okrouhlé nebo vykrojené. Rostlina obvykle kvete v červnu až srpnu.
Plodem jsou dlouhé, čtyřhranné, jemně plstnaté nazelenalé šešule vyrůstající na krátkých šikmých stopkách. Dvoupouzdré šešule mají na vrcholu čnělku s patrnou dvoulaločnou bliznou a obsahují v jedné řadě uložená medově žlutá semena velká 2 × 0,7 mm.

## Ohrožení
Trýzel vonný je pro svůj klesající počet stanovišť, na kterých pravidelně vyrůstá, v "Červeném seznamu cévnatých rostlin České republiky z roku 2012" ohodnocen jako ohrožený druh (C3).

## Fotogalerie

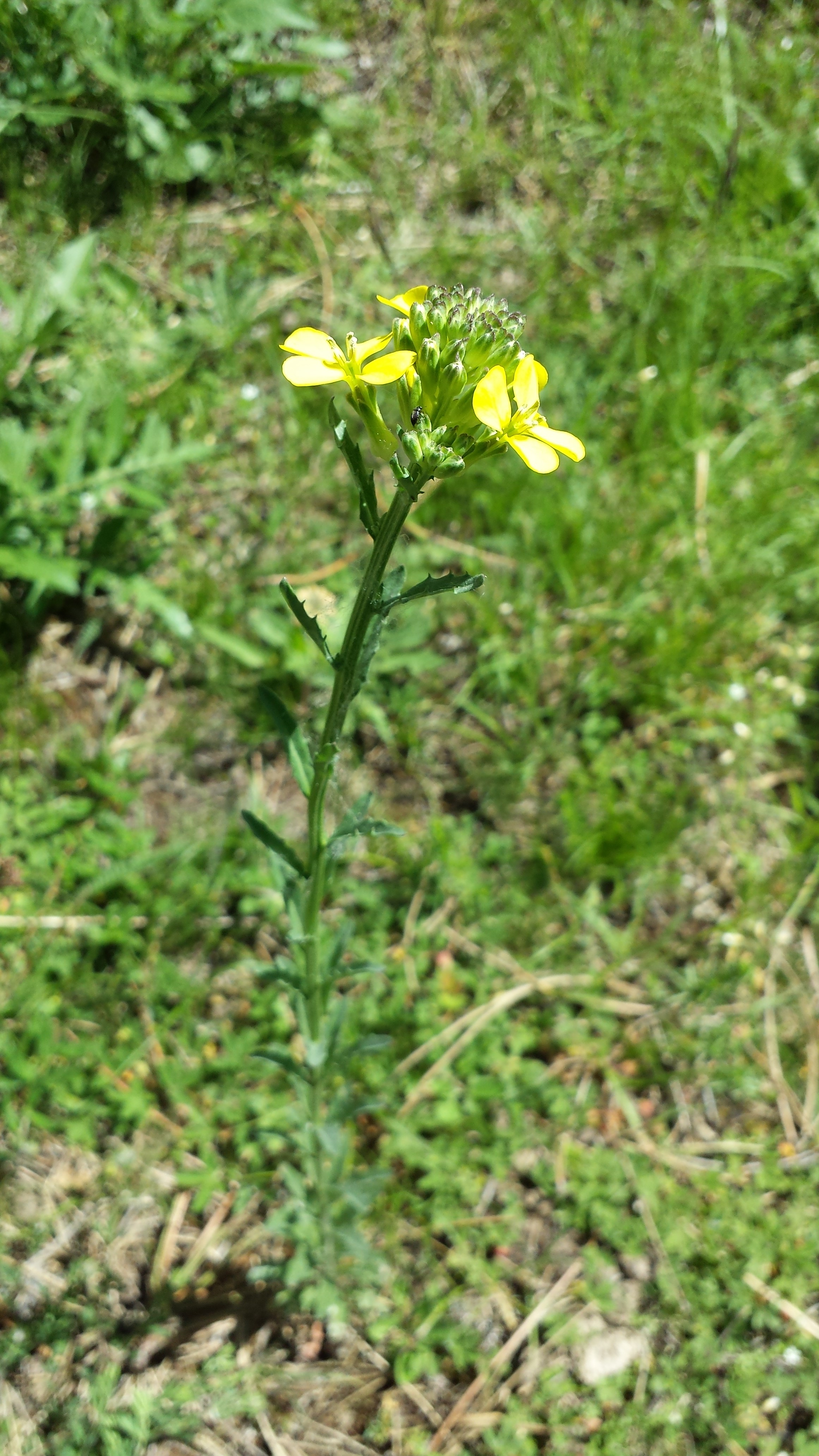
Celá rostlina
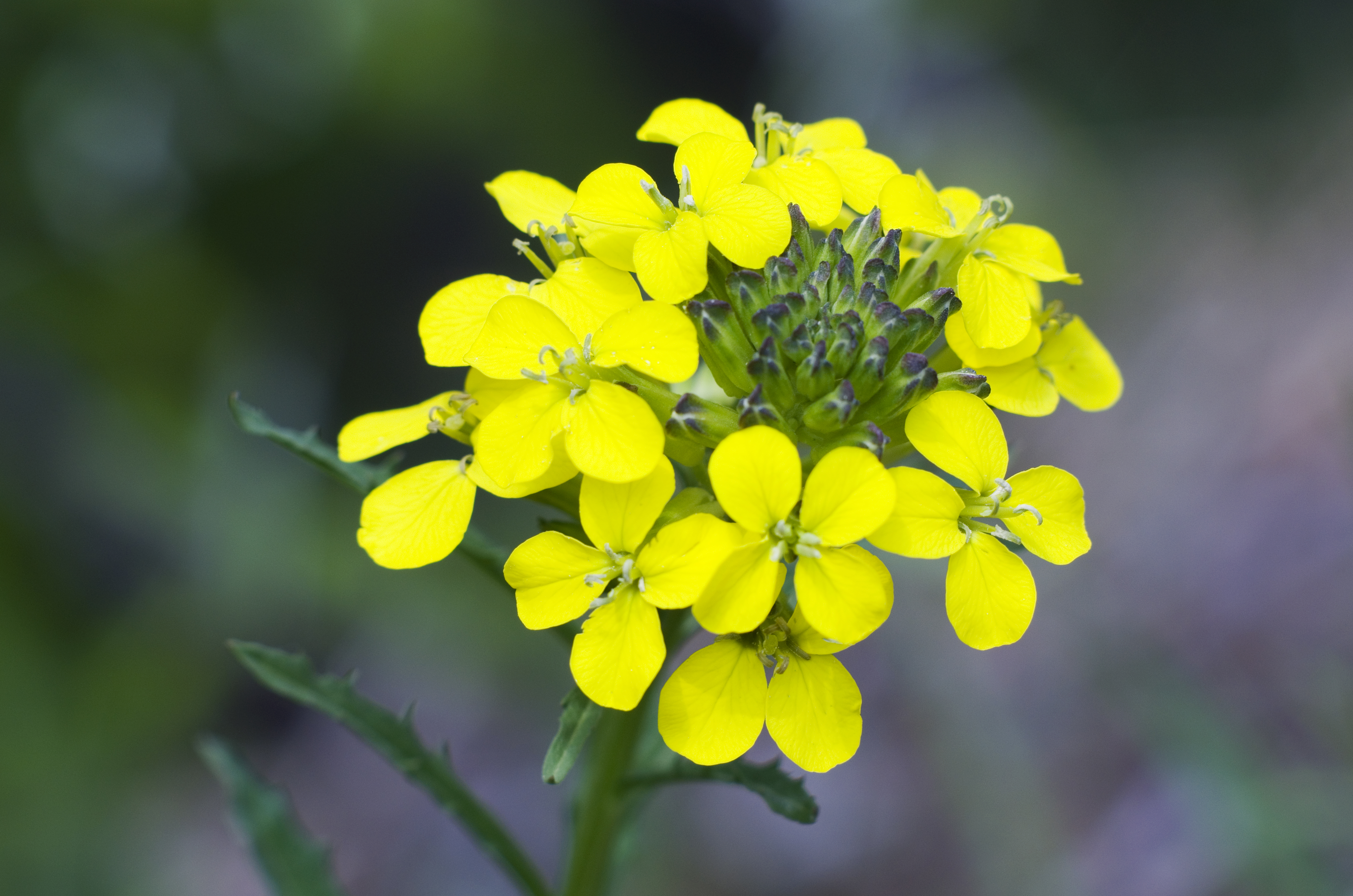
Detail květu